# Harald V
Harald V de Noruega és rei de Noruega des de l'any 1991 en què succeí al seu pare, el rei Olaf V. Harald és el tercer rei de Noruega des que el país obtingué la independència l'any 1905. És descendent tant de la reina Victòria I del Regne Unit com dels reis Carles XV i Òscar II de Suècia i Cristià IX de Dinamarca. Espòs de la reina Sònia de Noruega.

## Joventut
Va néixer al Palau Reial de Skaugum l'any 1937, fill dels prínceps hereus, el futur rei Olaf V de Noruega i la princesa Marta de Suècia. Harald era net del rei Haakon VII de Noruega i de la princesa Maud del Regne Unit per via paterna, i del príncep Carles de Suècia i de la princesa Ingeborg de Dinamarca per línia materna.
Amb l'ocupació de Noruega per part del Tercer Reich, Harald i les seves dues germanes, les princeses Àstrid de Noruega i Ragnhild de Noruega junt amb la seva mare, la princesa Marta de Suècia hagueren d'instal·lar-se a la neutral Suècia. Pocs mesos després, gràcies a una petició formal del president Franklin Delano Roosevelt, s'instal·laren als Estats Units. Així Harald, el primer príncep hereu nascut a Noruega des de 1370, passà la seva infància a Maryland, Estats Units.

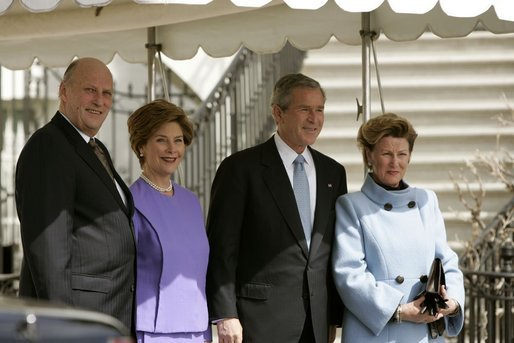
Els reis Harald (esquerra) i Sonja (dreta) amb George i Laura Bush.

Un cop retornats a Noruega, Harald va iniciar estudis a l'Escola Primària de Smestad i a partir de 1950 a l'Escola Catedralícia d'Oslo en la qual es va diplomar en ciències l'any 1955. El 1955 va iniciar estudis militars a les escoles de cadets de la Marina i de la Cavalleria i entre 1957 i 1959 va estudiar a l'Acadèmia Militar per a Oficials en la qual es va graduar amb el grau de tinent.
L'any 1957 morí el rei Haakon VII de Noruega i Harald va esdevenir príncep hereu, títol que li va donar dret a participar de les reunions del Consell d'Estat. L'any 1958 va prometre la constitució del país i va entrar a la Universitat d'Oxford en la qual va estudiar Ciències Polítiques, Econòmiques i Història. Posteriorment treballà per a dues entitats estatals, la Companyia Naviliera de l'Àrtida i la Comissió de Boscos.

## Matrimoni i descendència
Al llarg de la dècada de 1960 se li atribuïren diversos nuviatges entre els quals destaquen el de la princesa Sofia de Grècia, el de la princesa Irene de Grècia i el de la princesa Alexandra de Kent.
La ferma voluntat del rei Olaf V de Noruega de casar el seu fill dintre dels cercles de la reialesa i els debats parlamentaris retardaren el compromís amb la ciutadana noruega Sonja Haraldsen, el qual s'esdevingué l'any 1967. El casament se celebrà a Oslo l'any 1968 i la parella ha tingut dos fills:
- La princesa Marta Lluïsa de Noruega, nascuda a Oslo el 1971. Està casada amb l'escriptor Ari Behn.
- SAR el príncep Haakon de Noruega, nat a Oslo el 1973. Està casat amb Mette-Marit Tjessem Høiby.

## Regnat
Des de juny de 1990 i fins a la mort del seu pare el dia 17 de gener de 1991 actuà com a regent del regne de Noruega. El 23 de juny fou solemnement entronitzat com a rei a la catedral Nidaros de Trondheim. Com a cap d'estat, el rei és comandant en cap de l'exèrcit i l'armada i ostenta el rang de general i almirall de les tres armes.
Amb els compromisos matrimonials dels seus fills arribaren importants escàndols en el si de la família reial noruega. L'hereu al tron contreia matrimoni amb una jove noruega de classe humil, mare d'un fill d'una anterior relació amb un traficant de drogues i que suposadament havia estat la protagonista de vídeos de porno casolà, el passat de Mette Marit fou qualificat per la premsa de turbolent i la mateixa princesa opinà que havia estat "salvatge". La princesa Marta Lluïsa contreia matrimoni amb un escriptor de reputació dubtosa, la qual cosa li provocà la renúncia als seus drets al tron i al tractament d'altesa reial.
Cas de monarca-ciutadà en un país on l'aristocràcia resta abolida des del segle xix, Harald ha demostrat aptituds esportives com a membre de la selecció nacional de Vela als Jocs Olímpics de 1964, 1968 i 1972, i amb l'obtenció d'alguns trofeus d'aquesta disciplina. Esportivament parlant també és amant de la caça, la pesca i l'esquí. El 1994 fou president del Comitè Organitzador dels Jocs Olímpics d'Hivern de Lillehammer i és president de l'Associació de Vela de Noruega i membre del Comitè Internacional de la Yatch Racing Union. Presideix la secció noruega del Fons Mundial per la Natura (WWF).
El 21 de febrer del 2007 es va celebrar de forma solemne el 70è aniversari del rei Harald V al Palau Reial de Skaugum d'Oslo, en el qual s'oferí un àpat acompanyat de diverses cerimònies que van concloure amb un ball on hi assistiren els representants de les cases reials europees regnants de l'actualitat. Durant els seus setze anys de regnat ha sabut mantenir-se recolzat pel govern i pel poble de Noruega, gràcies a l'equilibri de la monarquia constitucional. Harald V també és el cap de l'Església Luterana de Noruega.